# Sound genin
De Sound Genin zijn drie fictieve personages uit de manga- en animeserie Naruto. 
De Sound Genin zijn inwoners van de stad Oto in de Land of Sound (Oto no Kuni). Het woord 'Genin' betekent laaggeplaatste ninja. Deze drie waren door de leider van Oto, Orochimaru, naar het Chuunin Examen (een soort evenement om een hogere ninja-rank te bereiken) gestuurd. Niet met het doel Chuunin te worden, maar met de opdracht Uchiha Sasuke te doden. Dit omdat Orochimaru Sasuke wel zag zitten als kandidaat voor zijn nieuwe lichaam (hij plaatst zijn ziel in andere lichamen omdat hij dan sterker is). Orochimaru wilde met de Sound Genin Sasuke's krachten testen.

## Dosu Kinuta
Dosu Kinuta (14, gestorven) trad op als de leider van de Sound Genin en de sterkste van de drie. Het woord 'dosu' is een Japanse onomatopoeia (verwoording voor een geluid, zoals 'hinniken' of 'zoemen') voor het geluid van een zwaard dat iemand raakt. Een 'kinuta' is een stokje waarmee je kleren uitklopt. Dosu's grote kracht was zijn arm, waarop een metalen plaat zat met verschillende gaten. Die kon Dosu gebruiken om geluid te versterken en het in het oor van zijn tegenstander te laten vloeien. Door het sterke geluid brak hij zo de oorschelp van zijn tegenstander. Deze techniek noemde hij Vibrating Sound Drill (Kyōmeisen). 
Dosu was de vriend van Zaku en kwam er uiteindelijk achter dat hij door Orochimaru gebruikt was. Hij besloot zich te bewijzen en Gaara, een ninja van de stad Suna, aan te vallen. Zijn plan was Gaara te doden, zodat hij in het vechtonderdeel van de Chuunin Examens tegenover Sasuke kon komen te staan. Hij zou Sasuke dan kunnen doden. Helaas voor Dosu was Gaara toen hij hem wilde doden overheerst door de kracht van het monster dat in hem leeft (dit kwam doordat hij in de volle maan zat.). Dosu werd met een kleine beweging van de monster-Gaara vermoord.

## Kin Tsuchi
Kin Tsuchi (14, gestorven) was het enige vrouwelijke lid van de Sound Genin. 'Kin' staat voor het geluid van twee zwaarden die tegen elkaar aanslaan, en 'tsuchi' is de naam voor een botje in het menselijk oor. In de manga schijnt Kin naast de basis-ninja technieken geen speciale dingen te kunnen. De makers van de anime vonden dit schijnbaar wat vrouwonvriendelijk en gaven haar naalden met belletjes als wapens. Met haar Illusion Bell Needles (Suzu Senbon no Genkaku) kon ze via de geluidstrillingen van de belletjes haar tegenstander in een soort hypnose of verwarring brengen, waarna ze hem of haar bestrijdt met ninja-naalden. Kin wordt door haar teamgenoten geminacht, dit bleek toen het team bezig was Sasuke te vermoorden. Yamanaka Ino nam haar lichaam over en zei dat als Dosu en Zaku niet zouden verdwijnen, ze Kin zou vermoorden. Dosu en Zaku antwoordden dat het hen niet kon schelen en deden een poging om Kin te doden. Later, tijdens het vechtonderdeel, werd Kin verslagen door Nara Shikamaru. Uiteindelijk offerde Orochimaru Kin op voor zijn Edo Tensei techniek. Met deze techniek kan hij een dode oproepen en voor hem laten vechten, maar daar heeft hij een lichaam voor nodig dat daarna sterft. Hij gebruikte Kin om de Nidaime Hokage, een vroegere leider van Konoha, op te roepen. Als Nidaime Hokage werd Kin gedood door de Sandaime Hokage en toen Orochimaru's jutsu afgelopen was kwam haar dode lichaam uit de as naar boven.

## Zaku Abumi
Zaku Abumi (14, gestorven) werd vooral aangemerkt door zijn uitzonderlijke talent in het gebruik van luchtgaten in zijn handen. Hiermee kon hij lucht en wind beheersen en gebruiken in verschillende technieken, met name Decapitating Air Wave (Zankūha) en Extreme Decapitating Air Waves (Zankūkyokuha). Zaku's naam verwijst naar zijn talenten, 'zaku' betekent letterlijk vertaald 'snijder' of 'knipper', wat slaat op zijn Air Cutter techniek. Een 'abumi' is een botje in het menselijk oor. Tijdens het vechtonderdeel van het examen wordt Zaku verslagen door Aburame Shino die zijn armen en luchtgaten met insecten vult en ze zo voor eeuwig onbruikbaar maakt. Orochimaru gebruikt Zaku uiteindelijk als container voor de ziel van de Shodaime Hokage, waardoor Zaku in een exacte kopie van hem verandert. Dit deed Orochimaru voor zijn gevecht tegen de Sandaime Hokage. Toen Orochimaru's jutsu afgelopen was bleek het fataal te zijn geweest voor Zaku en kwam zijn dode lichaam uit de as naar boven.